# استاروگورنوو
استاروگورنوو (انگلیسی: Starogornovo) یک شهرک در شهرستان بلاگووارسکی باشقیرستان کشور روسیه است.